# Ричард Престън
Ричард Престън (на английски: Richard Preston) е американски журналист и писател на бестселъри в жанра трилър и документалистика. Брат на писателя Дъглас Престън.

## Биография и творчество
Ричард Маккан Престън е роден на 5 август 1954 г. в Кеймбридж, Масачузетс, САЩ, в семейството на Джером Престън, младши (адвокат) и Дороти Маккан (художник и изкуствовед). Отраства в Уелсли, предградие на Бостън, Масачузетс, където завършва гимназия „Уелсли“ през 1972 г. Учи в колежа „Помона“ в Клеърмонт, Калифорния, който завършва с отличие и магистърска степен по английски език през 1977 г. Получава докторска степен от Принстънския университет през 1983 г. и преподава там английски език в продължение на 1 година.
На 11 май 1985 г. се жени за редакторката Мишел Пархам. Имат един син и две дъщери.
От 1985 г. се посвещава на писателската си кариера. Първата си документална книга „First Light“ публикува през 1987 г. Тя е удостоена с награда за литература от Американския институт по физика.
От 1986 г. е главен изпълнителен директор на „Uriania, Inc“.
През 1994 г. е публикувана книгата му „The Hot Zone“, която е документален трилър за вируса Ебола. Книгата става бестселър №1 на „Ню Йорк Таймс“ и вдъхновява филма „Зараза“ от 1995 г. с участието на Дъстин Хофман и Рене Русо. Тя е удостоена с награда от Центъра за контрол на заболяванията, наградата „Уитман Басо“ и наградата на Пресклуба на Америка.
Първият му трилър „Случаят Кобра“ е публикуван през 1997 г. и представя сюжет за терористична заплаха с вирус в Ню Йорк, и е взет по внимание от антитерористичните институции. Романът му е посветен на брат му Давид, който е лекар и практикува в Уотървил, Мейн и в Камерун, Африка. Книгите му „The Hot Zone“, „Случаят Кобра“ и „The Demon in the Freezer“ образуват трилогията „Тъмната биология“ (Dark Biology).
През ноември 2009 г. е избран от издателство „Харпър Колинс“ и наследниците на Майкъл Крайтън, за да завърши романа му „Микро“. Книгата е издадена на 22 ноември 2011 г. Около една трета от романа е написана от Крайтън, а за завършването ѝ Престън използва останалия план, бележки и научни изследвания.
Произведенията на писателя са преведени на повече от 30 езика по света.
Обича да кара кану, планинското колоездене, туризма в дивата природа и изкачване на високи секвои в Калифорния (опитът му е отразен в книгата „The Wild Trees“). Има астероид, намиращ се до Марс, който е кръстен на негово име.
Ричард Престън живее със семейството си в Хоупвел, Ню Джърси.

## Произведения

### Самостоятелни романи
- The Cobra Event (1997)
Случаят Кобра, изд.: „Прозорец“, София (1997), прев. Йова Тодорова
- Micro (2011) – с Майкъл Крайтън
Микро, изд.: ИК „Бард“, София (2012), прев. Венцислав Божилов

### Сборници
- Imaginarium: A Collection of Westmarch Fiction (2014) – с Джозеф Брасли, Робърт Кройзи, Стан Литоре, Анжела Митчел, Синтия Мойер, Мелиса Ф. Олсън и Дениз Грувър Суонк

### Детска литература
- The Boat of Dreams: A Christmas Story (2003)

### Документалистика
- First Light: The Search for the Edge of the Universe (1987) – награда на Американския институт по физика
- American Steel: Hot Metal Men And the Resurrection of the Rust Belt (1991)
- The Hot Zone (1994)
- Cree Narrative: Expressing the Personal Meaning of Events (2002)
- The Demon in the Freezer: The Terrifying Truth About the Threat from Bioterrorism (2002)
- The Wild Trees: A Story of Passion And Daring (2007)
- Panic in Level 4: Cannibals, Killer Viruses, and Other Journeys to the Edge of Science (2008)